# みやこうせい
みや こうせい（1937年9月26日 - ）は、日本の写真家、エッセイスト。
岩手県盛岡市出身。本名は宮暠成。岩手県立盛岡第一高等学校卒業。ルーマニアを題材とした批評、ルポ、ノンフィクション、翻訳など幅広く活動する。
1998年、ルーマニア文化功労賞受賞。

## 写真集、著書一覧
- 『明日は貴族だ! ヨーロッパ無宿の旅』（1970年、あすなろ社、イラスト:赤坂三好）未知谷、2011
- 『地球放浪 はだしの旅のファンタジア』（1972年、あすなろ社）
- 『君は水色の星を跳ぶ さすらいの朝 地球をあなたと二人旅』（1976年、八重岳書房）
- 『羊の地平線 ルーマニア北北西部風物誌 みやこうせい写真集』（1986、国書刊行会）
- 『羊と樅の木の歌 ルーマニア農牧民の生活誌』（1988年、朝日選書）（2008年、未知谷）
- 『ルーマニアの小さな村から 素顔の生活誌』（1990年、日本放送出版協会）
- 『ルーマニアの赤い薔薇』（1991年、日本ヴォーグ社）
- 『森のかなたのミューズたち ルーマニア音楽誌』（1998年、音楽之友社）
- 『マラムレシュ ルーマニア山村のフォークロア』（2000年、未知谷）
- 『ユーラシア無限軌道』（2001年、木犀社）
- 『ルーマニア賛歌 Europe of Europe』（2002年、平凡社）
- 『ルーマニア 人・酒・歌』（2003年、東京書籍）
- 『メルヘン紀行』（2005年、未知谷）
- 『アレクサンドル・ソクーロフ』（2006年、未知谷）
- 『ユーリー・ノルシュテイン』（2006年、未知谷）
- 『羊と樅の木の人々 マラムレシュ写真集 TRANSYLVANIA抒情（2007年、未知谷）
- 『カルパチアのミューズたち』（2011年、未知谷）
- 『藍を謳う 藍染めの里羽生の自然・人・こころ』写真・文 野川染織工業 2014
- 『地平線のゆりかご　モルドヴァ・ラプソディー』（2021年、アートヴィレッジ）

### 共著
- 『世界の大都市 World guide books（7）』（1987年、教育社、児島宏子）
- 『魔女に会った』（1998年、福音館書店・たくさんのふしぎ傑作集、角野栄子）
- 『浅岸村の鼠』（2002年、未知谷、森荘已池、たなかよしかず）
- 『ドイツさん』（2005年、未知谷、原田一美）
- 『おかしいやんか』（2005年、未知谷、原田一美）
- 『そのへんを』（2006年、未知谷、まど・みちお）
- 『津軽』（2006年、未知谷、太宰治）
- 『乳牛とともに 酪農家三友盛行』写真 農文協編　農山漁村文化協会 農家になろう 2012
- 『聖スズキコージの方舟 = KOHJIZUKIN ARK』未知谷　2014
- 『水の宮殿、鳥の歌 ドナウ・デルタ』（2021年、未知谷、ダニエル・ペトレスク）

### 翻訳
- マレーク・ベロニカ『ボリボン』（2002年、福音館書店）
- A.プーシキン、V.ナザルーク、Y.ノルシュテイン『金の魚 朗読CD絵本』（2004年、未知谷、岸田今日子）
- A.プーシキン、V.ナザルーク、Y.ノルシュテイン『金の鶏 朗読CD絵本』（2004年、未知谷、岸田今日子）
- マレーク・ベロニカ『もしゃもしゃちゃん』（2005年、福音館書店）
- マレーク・ベロニカ『サンタクロースとぎんのくま』（2007年、福音館書店）